# Família Văcărescu
La Família Văcărescu va ser una família de boiars de Valàquia (ara part de Romania).
Segons la tradició, és una de les més antigues famílies nobles a Valàquia. El seu mític fundador es diu que va ser un cert Kukenus, d'origen espanyol, que es va establir a Transsilvània com a senyor sobre Făgăraş. Altres ho relacionen amb la família d'Ugrin, comte de Făgăraş.
- Enache Văcărescu (1654 - 1714) Gran tresorer de Valàquia
- Ienăchiţă Văcărescu (1730 - 1796) poeta, escriptor i primer gramàtic romanès
- Alecu Văcărescu (1769 - 1798), poeta
- Nicolae Văcărescu (mort el 1830), poeta
- Barbu Văcărescu (mort el 1832), el darrer Gran Ban de Craiova
- Iancu Văcărescu, (1786 - 1863), poeta
- Teodor Văcărescu, (1842 - 1914), militar i diplomàtic.
- Maurice Paléologue (1859 - 1944), escriptor i diplomàtic francès
- Elena Văcărescu, (1864 - 1947), escriptora -poeta, narradora, dramaturga- i diplomàtica

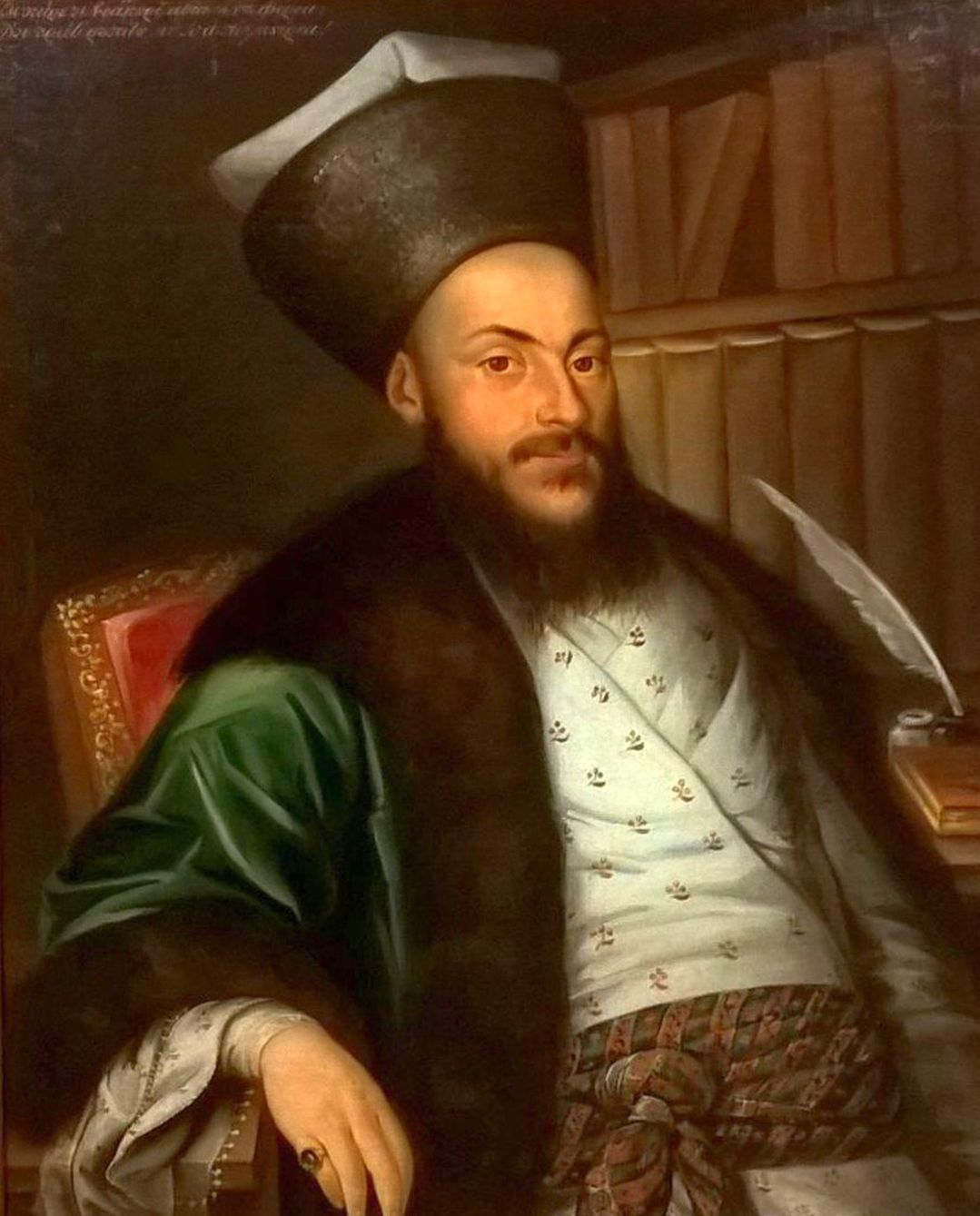
Alecu Văcărescu
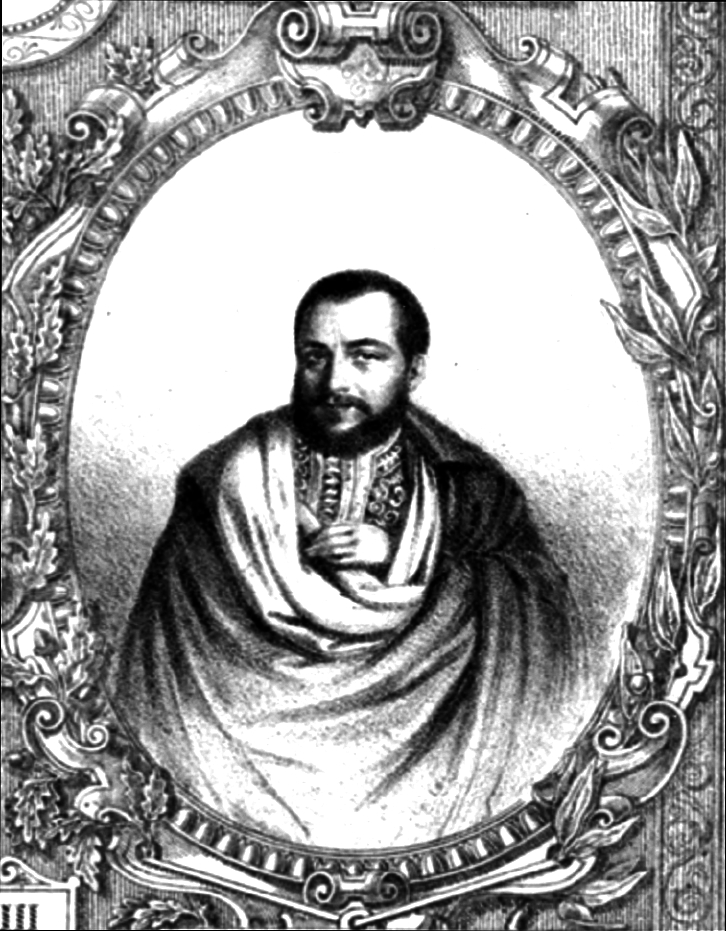
Iancu Văcărescu
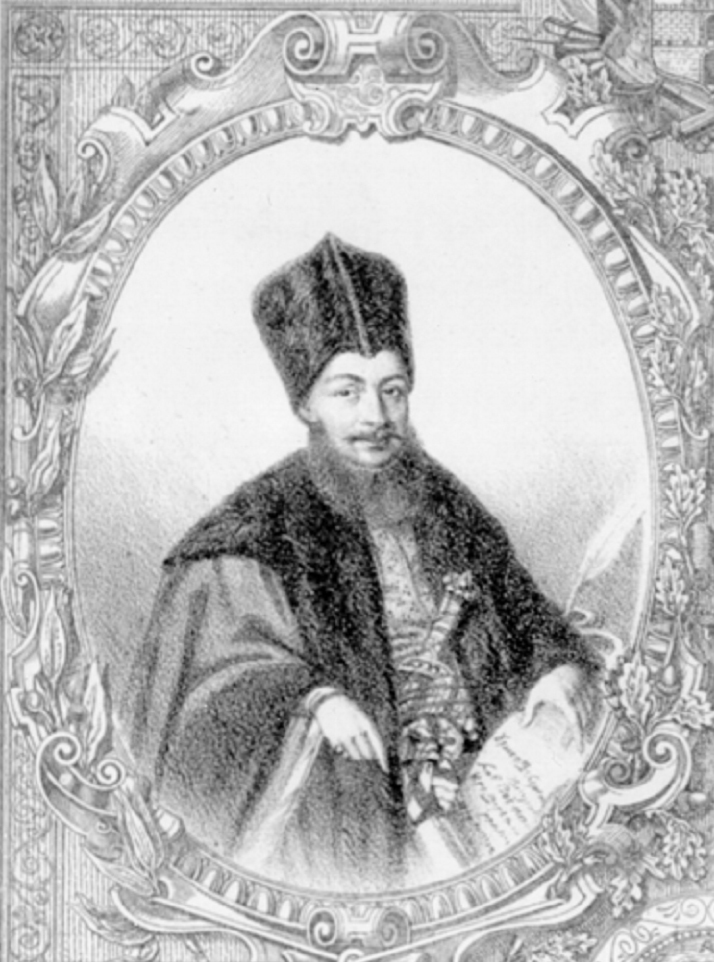
Ienăchiţă Văcărescu